# Castello di Volturara Irpina
Il Castello di Volturara Irpina anche chiamato castello di San Michele è un castello medievale ubicato a circa 1 km dal comune di Volturara Irpina in Campania.

## Storia
La storia del castello risale al XII secolo, quando fu costruito come fortificazione difensiva dai Normanni. Nel corso dei secoli, è stato oggetto di numerose trasformazioni e ampliamenti, rappresentando un importante punto strategico di controllo del territorio circostante.

## Descrizione
La struttura è situata sulla sommità di una collina. Si sviluppa su diversi livelli, con una facciata principale in pietra e torri di difesa che dominano il paesaggio circostante. L'ingresso al castello è caratterizzato da un imponente arco di pietra, attraverso il quale si accede ad un cortile interno, con torri angolari. Attualmente restano visibili solo i ruderi.  
Nei pressi sono presenti i ruderi del santuario dedicato a San Michele.